# ヒャクニチソウ
ヒャクニチソウ Zinnia elegans Jacq. はキク科の植物の1つ。和名は百日草で、開花期間が長いことによる。また、花の寿命が長いことからウラシマソウ（浦島草）やチョウキュウソウ（長久草）の別名もある。英名は Common zinia、youth-and-old-age。どの名も花が長く咲くことから連想された名前となっている。花が美しく、また花弁が丈夫で色あせしにくいのが特徴で、花壇に栽培され、また切り花として鑑賞される。

## 特徴

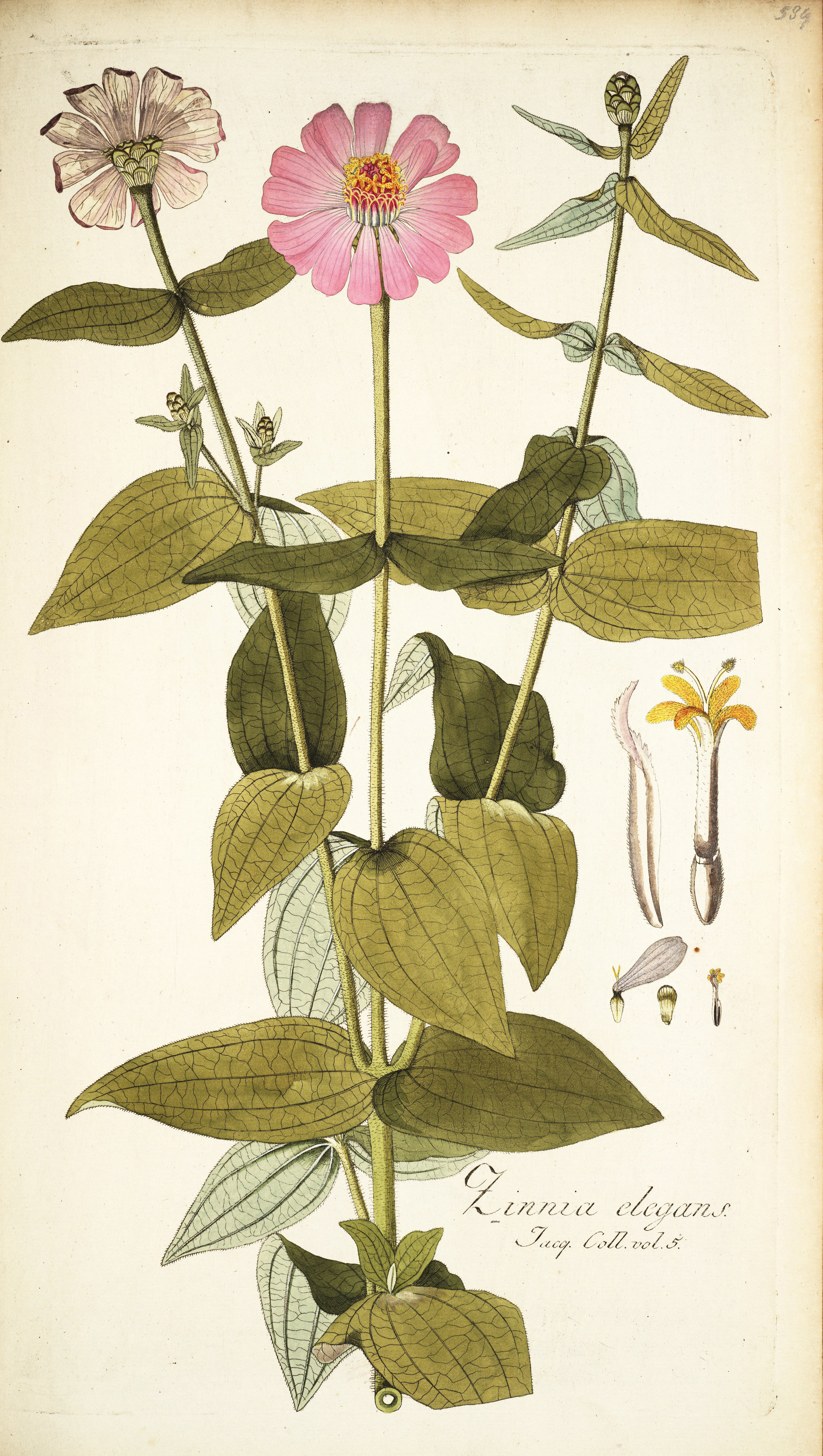
原種の図版

直立する一年生の草本。茎は高さ30-90cmになり、硬くて短い毛がある。葉は対生し、楕円形で長さ4-10cm、幅3-6cm。硬い毛が生えている。葉柄がなく、基部はやや茎を抱く。

茎の先端には単独の頭状花序をつける。花序の外側には一列の舌状花（花弁に見えるもの）をつけ、これは雌性。その内側には筒状花を多数つけ、こちらは両性。いずれの花も稔性がある。舌状花は原種では赤みを帯びた紫から淡い紫。筒状花は黄色から橙色。総苞は円形、総苞片は鱗片状で上部のものは黒っぽくなる。

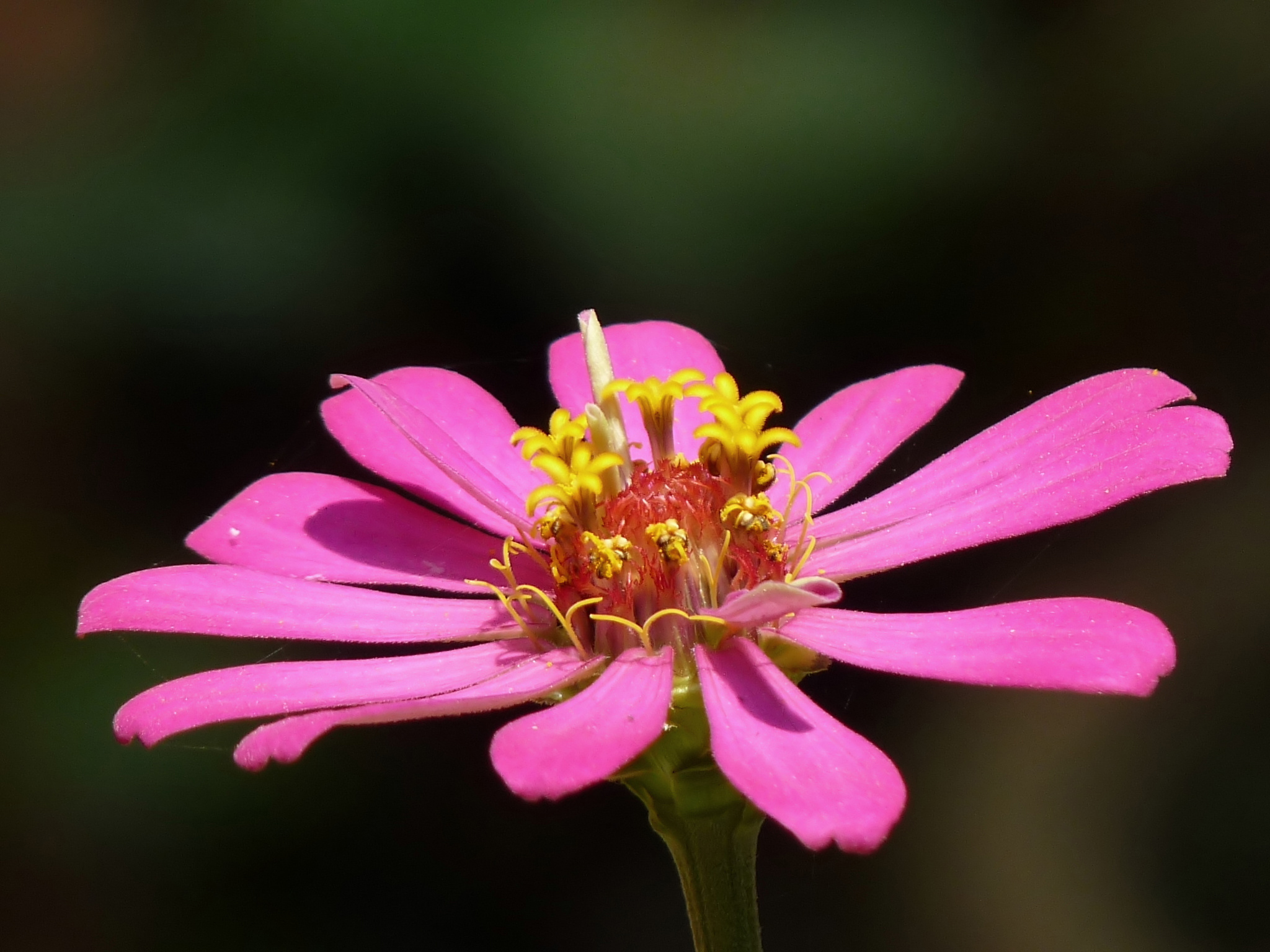
花の拡大
外側の舌状花花弁の基部に雌蘂が、中央に管状花が見分けられる

## 分布
原産地はメキシコで、これはコスモスやダリアとも同郷である。

## 分類
ヒャクニチソウ属には南北アメリカ大陸に約15種がある。日本には分布がなく、また帰化している種も無い。栽培種としてはホソバヒャクニチソウ Z. angustifolia やヒメヒャクニチソウ Z. paucifolia などがある。

## 利用
観賞用に栽培される。
メキシコのアステカ族が16世紀以前から栽培していた。西洋での導入は、コスモスやダリアより遅れて18世紀末、スペイン経由でもたらされた。ちなみに本属のものではヒメヒャクニチソウがこれに先立ってヨーロッパに持ち込まれている。日本へは1862年（文久2年）以前に入った。品種改良も行われ、八重咲き（舌状花が複数列となるもの）のものは1856年にインドからヨーロッパに入ってフランス、イギリスで販売されるようになった。、またドイツで大輪のものが作られた。20世紀になってアメリカで更に巨大輪の『カリフォルニア・ジャイアント』の名で知られるものが作り出された。特に栽培適地であるカリフォルニアで育種が盛んになり、現在のような多数の園芸品種が普及する基礎となった。花色も、上記のように原種では舌状花が紫、内側の筒状花が黄色系であるが、現在では青色を除いてほぼあらゆる色のものがある。現在の品種では非常に多様なものがあり、大きさで小輪・中輪・大輪が、花形では万重咲き（ダリア咲き）、マツムシソウ咲き、ねじれ咲きなどが知られ、花色としても紅、オレンジ、黄色、クリーム色、白、藤色、紫など、さらに花弁に斑点があるものや条線が入るものなどもある。また鉢植えやプランター栽培向けの矮性品種も作られている。
春に種を蒔いて夏から秋まで花が観賞できる。直射日光、高温を好み、乾燥にも強い。また切り花としても夏でも花持ちがよいため、日本では仏前花として全国に広まったものである。
開花中のヒャクニチソウは、「フジコナカイガラクロバチ」を多く誘引する。このハチは、柿果実にすす病や、火ぶくれ症といった被害を及ぼす重要害虫「フジコナカイガラムシ」の主要な土着天敵であることから、柿園にヒャクニチソウの苗を植え、フジコナカイガラムシの発生を抑制する取り組みが行われている。

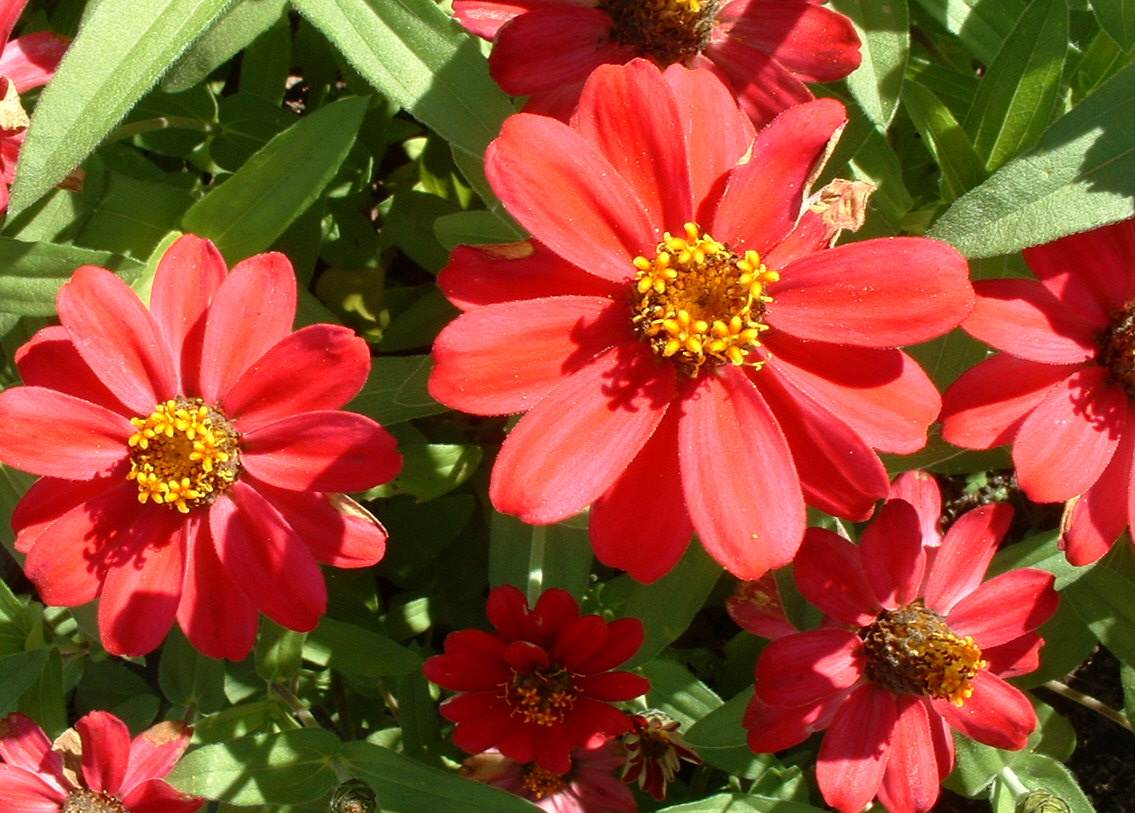
様々な花色 赤
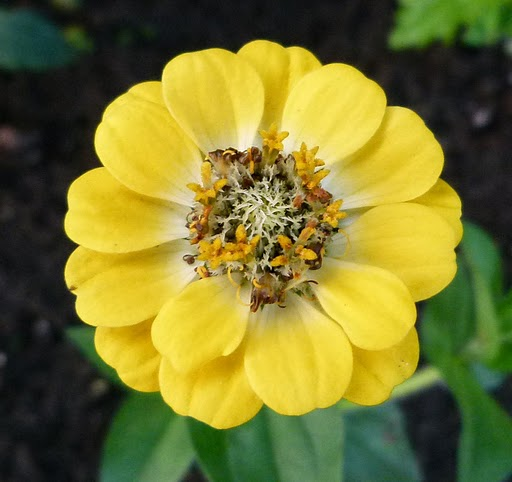
黄色
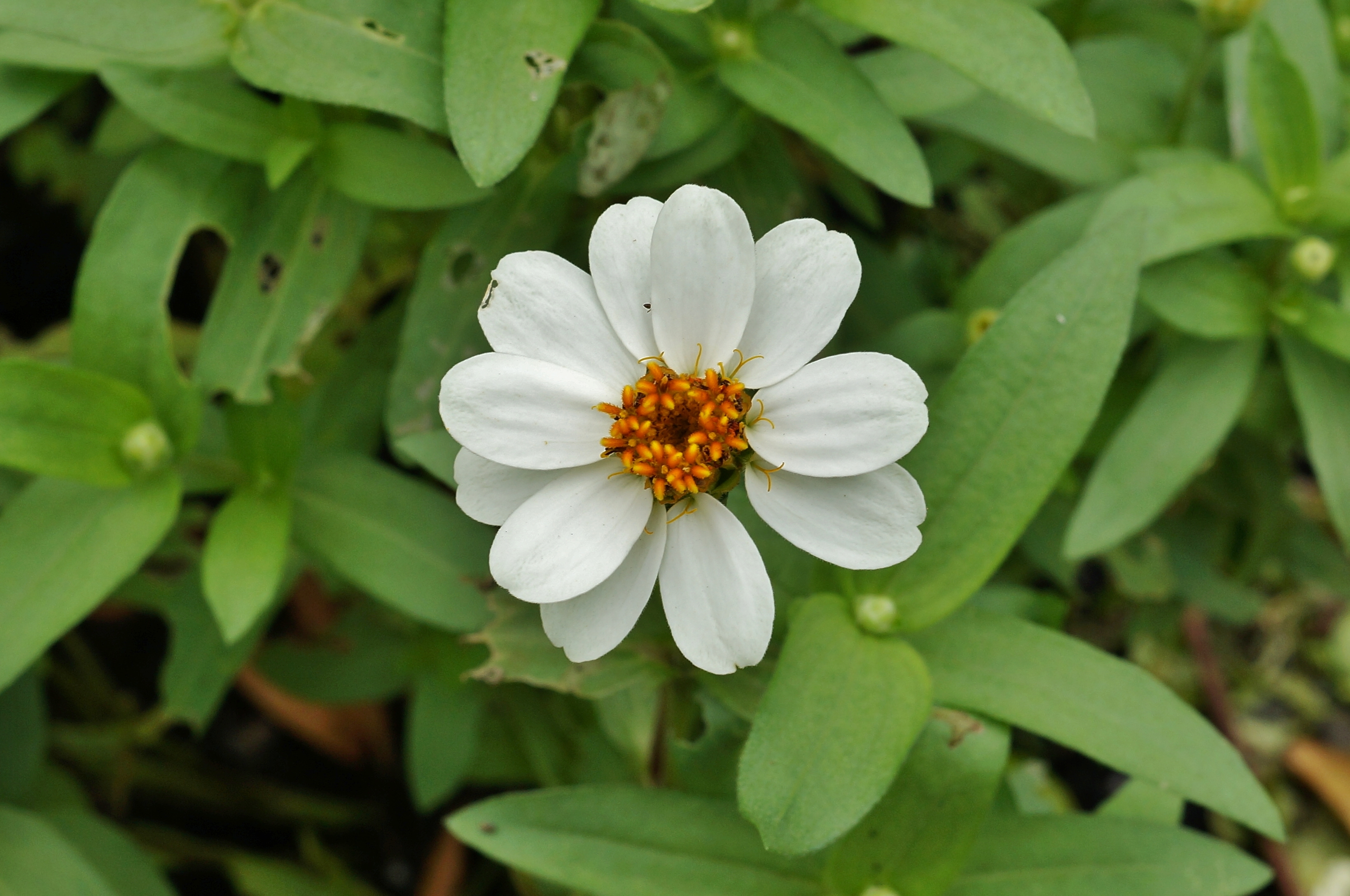
白
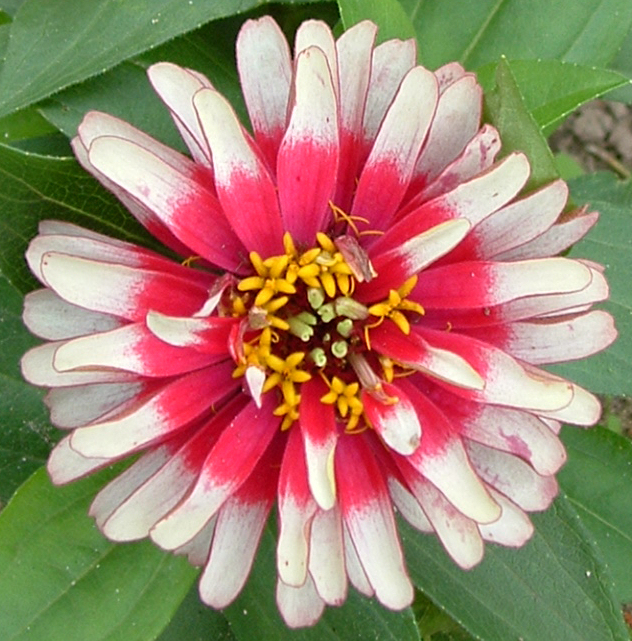
花弁が白と赤の紋あり

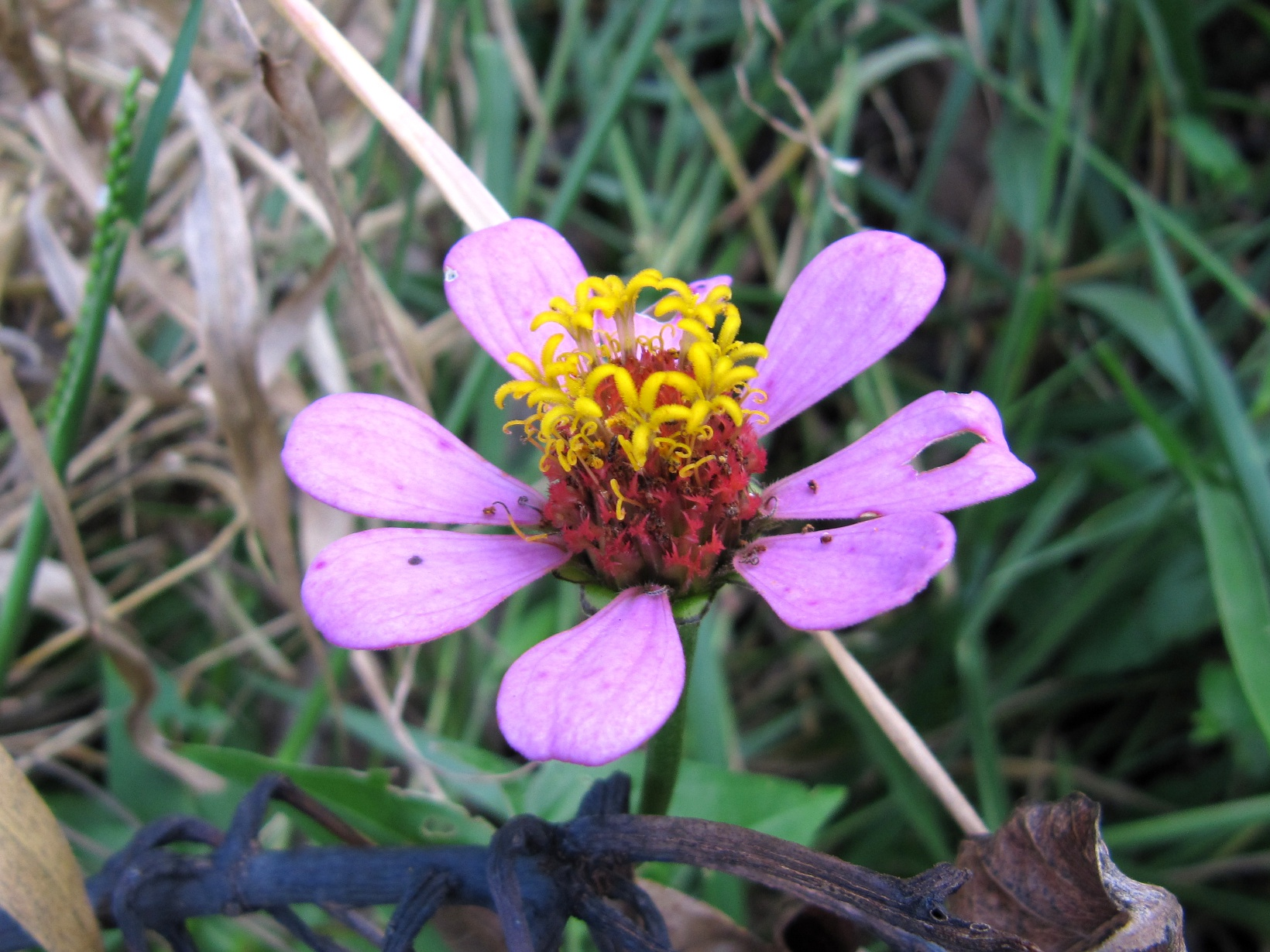
花形の色々 一重咲き
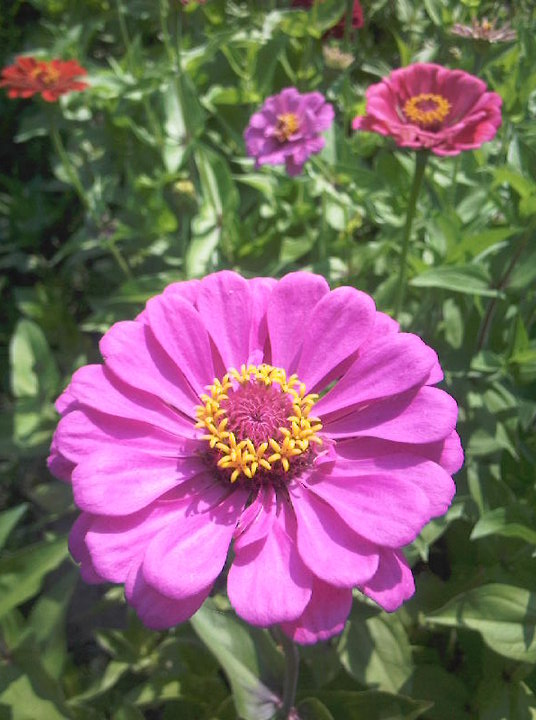
二重咲き
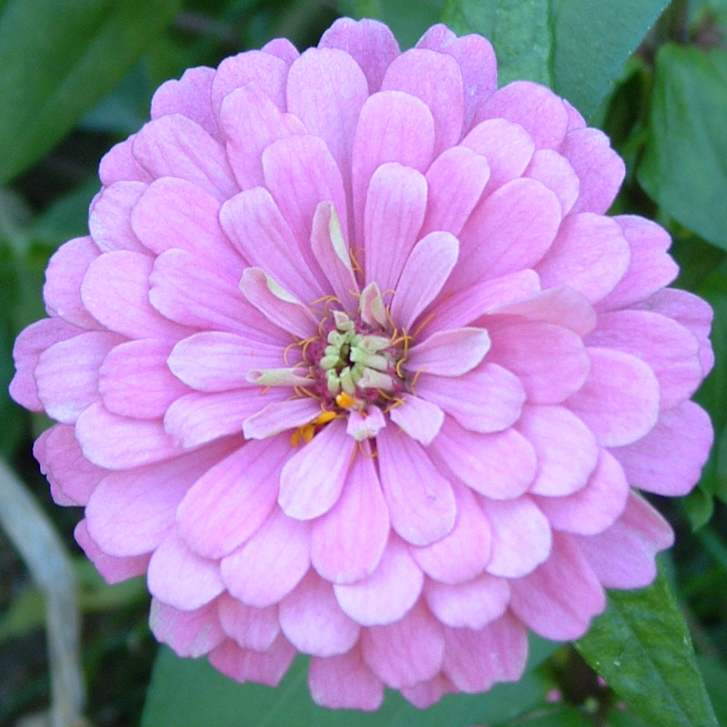
八重咲き
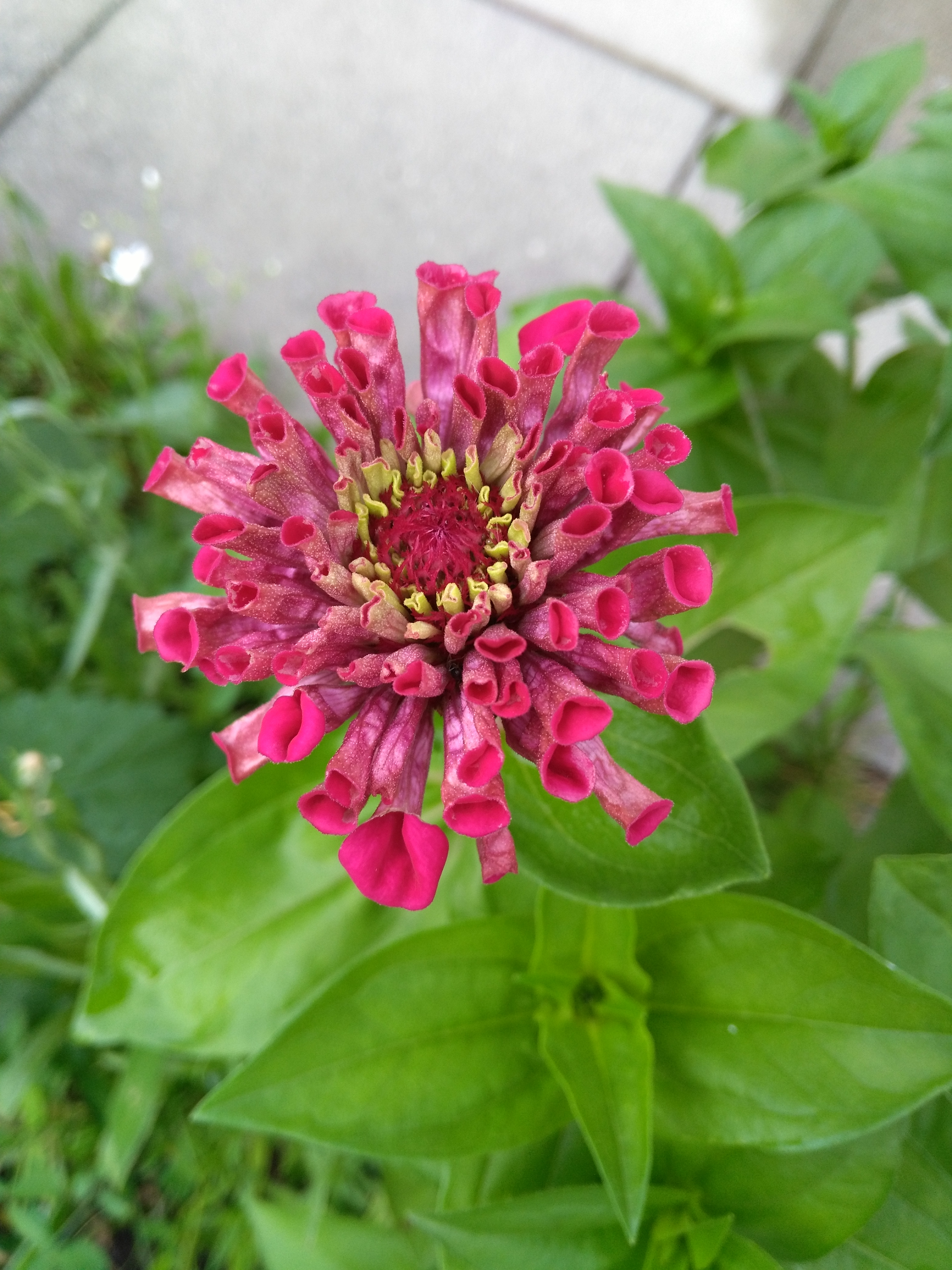
舌状花が筒状に変形したもの